# Michael Christian Festing
Michael Christian Festing (Londres, 1705-1752) fue un violinista y compositor inglés. Su reputación radica principalmente en su trabajo como virtuoso del violín.
Recibió las primeras lecciones de R. Jones y después de Francesco Geminiani, debutando el 1724. En 1735 quedó en la orquesta privada del rey y más tarde fue nombrado director de la ópera italiana y los Ranelagh Pleasure Gardens. Además fue uno de los fundadores de la Sociedad de Músicos.
Compuso numerosas sonatas para violín y por otros instrumentos, entre los que se debe recordar Ode on St. Cecilia's Day, Ode upon the retorn of Duke of Cumberland (1745), y numerosas cantatas escritas para los Ranelagh Gardens.